# Ơn giời cậu đây rồi!
Ơn giời cậu đây rồi! là một chương trình hài kịch tình huống do Trung tâm Phim truyền hình Việt Nam và công ty Đông Tây Promotion phối hợp sản xuất, dựa trên chương trình hài kịch nổi tiếng của Úc Thank God You're Here. Chương trình bắt đầu phát sóng số đầu tiên vào ngày 11 tháng 10 năm 2014 trên VTV3 và nhận được sự yêu mến rộng khắp của công chúng với 4 giải Mai Vàng cùng 11 đề cử khác ở cùng giải thưởng.

## Định dạng
Ơn giời cậu đây rồi buộc các nghệ sĩ tham gia thể hiện khả năng ứng biến trên sân khấu khi phải tham gia vào một vở kịch mà không hề biết trước kịch bản. Thứ duy nhất mà họ biết trước là bộ phục trang cũng như đạo cụ mà họ sẽ sử dụng (nếu có) vốn chỉ được cung cấp cho họ trước khi lên sân khấu.
Mỗi nghệ sĩ tham gia vào một vở kịch hoặc tiểu phẩm hài được thiết kế trong một "căn phòng" riêng với trưởng phòng đã được đạo diễn lựa chọn trước cho nghệ sĩ đó. Khi bước vào sân khấu qua một cánh cửa (một số sân khấu sẽ có lối vào riêng, khi đó nghệ sĩ không vào được bằng cửa chính), các nghệ sĩ được chào bằng một biến thể của câu "Ơn trời/giời!... đây rồi!" từ các diễn viên trên sân khấu. Trưởng phòng, phó phòng và các diễn viên phụ trong phòng thử thách tài ứng biến của nghệ sĩ bằng cách hướng họ theo một kịch bản mở rộng với những ý tưởng có sẵn đồng thời cùng tung hứng với họ để tạo ra những pha hài hước trên sân khấu và đưa vở kịch lên đến đỉnh điểm của cảm xúc. Các vở kịch thường sẽ kéo dài cho đến khi MC hoặc giám khảo nhấn chuông dừng diễn.

### Sự thay đổi

#### 5 mùa đầu
NSƯT Hoài Linh là giám khảo của chương trình trong 5 mùa đầu tiên. Kết thúc các vòng thi, giám khảo sẽ đưa ra những nhận xét, góp ý cho từng khách mời. Sau các thử thách riêng của mình, các khách mời sẽ cùng tham gia vào một vở kịch/tiểu phẩm ở cánh cửa đặc biệt do giám khảo Hoài Linh làm trưởng phòng. Sau căn phòng này, giám khảo sẽ chọn ra người chiến thắng và được nhận cúp lưu niệm của chương trình.

#### Từ mùa 6 đến nay
Kể từ mùa 6, người dẫn chương trình cũng đồng thời đóng vai trò là người bấm chuông cho chương trình. Kết thúc mỗi phần thi, người dẫn chương trình sẽ nhận xét, góp ý cho từng khách mời. Sau đó, 100 khán giả tại trường quay sẽ bình chọn cho phần xử lý của khách mời thuộc đội của căn phòng đó qua ứng dụng trên điện thoại di động. Sau khi các căn phòng được lật mở, MC sẽ công bố kết quả cuối cùng. Nghệ sĩ có lượt bình chọn cao nhất sẽ là người chiến thắng và nhận cúp lưu niệm của chương trình.
Nếu như ở 5 mùa đầu, chỉ có đúng 1 nghệ sĩ xuất sắc nhất nhận được cúp lưu niệm thì từ mùa 6, do bình chọn của khán giả nên sẽ xảy ra trường hợp nhiều người cùng đoạt được cúp do có tỉ lệ bình chọn bằng nhau.

## Trưởng phòng
| Trưởng phòng     | Mùa | Mùa | Mùa | Mùa | Mùa | Mùa | Mùa | Mùa | SM |
| Trưởng phòng     | 1   | 2   | 3   | 4   | 5   | 6   | 7   | 8   | SM |
| ---------------- | --- | --- | --- | --- | --- | --- | --- | --- | -- |
| Thanh Thủy       | ✔️  |     |     |     |     |     |     |     | 1  |
| Đại Nghĩa        | ✔️  |     |     |     |     |     |     |     | 1  |
| Minh Nhí         | ✔️  |     |     |     |     |     |     |     | 1  |
| Anh Đức          | ✔️  |     |     |     |     |     |     |     | 1  |
| Việt Hương       | ✔️  | ✔️  |     |     |     |     |     |     | 2  |
| Chí Tài          | ✔️  | ✔️  |     |     |     |     |     |     | 2  |
| Công Lý          | ✔️  | ✔️  |     |     |     |     |     |     | 2  |
| Hoài Linh        | ✔️  | ✔️  | ✔️  | ✔️  | ✔️  |     |     |     | 5  |
| Trấn Thành       | ✔️  | ✔️  | ✔️  | ✔️  | ✔️  | ✔️  | ✔️  |     | 7  |
| Tự Long          | ✔️  | ✔️  | ✔️  | ✔️  | ✔️  | ✔️  | ✔️  | ✔️  | 8  |
| Trường Giang     | ✔️  | ✔️  | ✔️  | ✔️  | ✔️  | ✔️  | ✔️  | ✔️  | 8  |
| Hồng Đào         |     |     | ✔️  | ✔️  |     |     |     |     | 2  |
| Hoàng Sơn        |     |     |     | ✔️  |     |     |     |     | 1  |
| Trung Dân        |     |     |     | ✔️  | ✔️  |     |     |     | 2  |
| Mạc Văn Khoa     |     |     |     |     |     | ✔️  | ✔️  | ✔️  | 3  |
| Lâm Vỹ Dạ        |     |     |     |     |     | ✔️  | ✔️  | ✔️  | 3  |
| Puka             |     |     |     |     |     |     |     | ✔️  | 1  |
| Lê Dương Bảo Lâm |     |     |     |     |     |     |     | ✔️  | 1  |
| Khả Như          |     |     |     |     |     |     |     | ✔️  | 1  |

- Phó phòng thường xuyên: Trương Thế Vinh, Hùng Thuận, Hữu Tín, Lê Trang, Gia Linh, Đỗ Duy Nam, Trung Ruồi...

## Danh sách tập
| Mùa | Mùa | Số tập | Số tập | Phát sóng gốc        | Phát sóng gốc        |
| Mùa | Mùa | Số tập | Số tập | Phát sóng lần đầu    | Phát sóng lần cuối   |
| --- | --- | ------ | ------ | -------------------- | -------------------- |
|     | 1   | 12     | 12     | 11 tháng 10 năm 2014 | 27 tháng 12 năm 2014 |
|     | 2   | 13     | 13     | 31 tháng 10 năm 2015 | 23 tháng 1 năm 2016  |
|     | 3   | 13     | 13     | 5 tháng 11 năm 2016  | 11 tháng 2 năm 2017  |
|     | 4   | 13     | 13     | 2 tháng 12 năm 2017  | 10 tháng 3 năm 2018  |
|     | 5   | 13     | 13     | 16 tháng 9 năm 2018  | 23 tháng 12 năm 2018 |
|     | 6   | 13     | 13     | 28 tháng 7 năm 2019  | 20 tháng 10 năm 2019 |
|     | 7   | 13     | 13     | 24 tháng 5 năm 2020  | 16 tháng 8 năm 2020  |
|     | 8   | 17     | 17     | 5 tháng 6 năm 2022   | 25 tháng 9 năm 2022  |

Những người nhận cúp trong các tập được đánh dấu bằng chữ in đậm trong ô màu vàng. Ở mùa 6 và mùa 7, các khách mời được nhận cúp mà khán giả không cần bình chọn sẽ được gạch chân.

### Mùa 1
| Tập | Ngày phát sóng       | Khách mời 1    | Khách mời 2    | Khách mời 3      | Khách mời 4      |
| --- | -------------------- | -------------- | -------------- | ---------------- | ---------------- |
| 1   | 11 tháng 10 năm 2014 | Trường Giang   | Kiều Linh      | Anh Đức          | Ốc Thanh Vân     |
| 2   | 18 tháng 10 năm 2014 | Phi Thanh Vân  | Dương Triệu Vũ | Chiến Thắng      | Thúy Diễm        |
| 3   | 25 tháng 10 năm 2014 | Tiến Luật      | Khánh Nam      | Quỳnh Trang      | Ngân Quỳnh       |
| 4   | 1 tháng 11 năm 2014  | Thụy Mười      | Phan Anh       | Miu Lê           | Hoàng Phi        |
| 5   | 8 tháng 11 năm 2014  | Sỹ Luân        | Trang Nhung    | Tiết Cương       | Ngọc Tưởng       |
| 6   | 15 tháng 11 năm 2014 | Huy Khánh      | Thành Trung    | Hari Won         | Trà My (nghệ sĩ) |
| 7   | 22 tháng 11 năm 2014 | Nguyên Khang   | Phi Phụng      | Trương Nam Thành | Lan Phương       |
| 8   | 29 tháng 11 năm 2014 | Ngọc Liên      | Ngô Kiến Huy   | Quý Bình         | Lý Thanh Thảo    |
| 9   | 6 tháng 12 năm 2014  | Khởi My        | Don Nguyễn     | Đặng Thanh Vân   | Ngọc Lan         |
| 10  | 13 tháng 12 năm 2014 | Ngọc Tưởng (2) | Ngọc Lan (2)   | Phi Phụng (2)    | Anh Đức (2)      |
| 11  | 20 tháng 12 năm 2014 | Thu Trang      | Hải Yến Idol   | Lê Khâm          | Hoàng Anh        |
| 12  | 27 tháng 12 năm 2014 | Khánh Nam (2)  | Hoàng Anh (2)  | Chiến Thắng (2)  | Thu Trang (2)    |

### Mùa 2
| Tập | Ngày phát sóng       | Khách mời 1         | Khách mời 2         | Khách mời 3      | Khách mời 4      |
| --- | -------------------- | ------------------- | ------------------- | ---------------- | ---------------- |
| 1   | 31 tháng 10 năm 2015 | Will                | Angela Phương Trinh | Quang Tèo        | Xuân Lan         |
| 2   | 7 tháng 11 năm 2015  | Kha Ly              | Thiên Vương MTV     | Phương Thanh     | Khương Ngọc      |
| 3   | 14 tháng 11 năm 2015 | Diễm My 9x          | Vân Trang           | La Thành         | NSƯT Hữu Quốc    |
| 4   | 21 tháng 11 năm 2015 | Tim (Cát Vũ)        | Phương Trinh Jolie  | Phương Bình      | Kim Tuyến        |
| 5   | 28 tháng 11 năm 2015 | Khả Như             | Trương Thế Vinh     | Chi Pu           | Quý Bình (2)     |
| 6   | 5 tháng 12 năm 2015  | Thiên Vương MTV (2) | Khánh Nam (3)       | Thu Trang (3)    | Vân Trang (2)    |
| 7   | 12 tháng 12 năm 2015 | Nhã Phương          | Minh Thuận          | Cát Phượng       | Long Nhật        |
| 8   | 19 tháng 12 năm 2015 | Giang Còi           | Lê Giang            | Tấn Hoàng        | Miko Lan Trinh   |
| 9   | 26 tháng 12 năm 2015 | Hoàng Oanh          | Hương Giang Idol    | Hà Trí Quang     | Khánh Ngọc       |
| 10  | 2 tháng 1 năm 2016   | Phương Dung         | Vũ Hà               | Tường Vi         | Võ Minh Lâm      |
| 11  | 9 tháng 1 năm 2016   | Kathy Uyên          | Thanh Duy Idol      | Trương Quỳnh Anh | Gia Bảo          |
| 12  | 16 tháng 1 năm 2016  | Diệp Lâm Anh        | Đình Hiếu           | Mai Thu Huyền    | Ngô Kiến Huy (2) |
| 13  | 23 tháng 1 năm 2016  | Trương Thế Vinh (2) | Gia Bảo (2)         | Chiến Thắng (3)  | Cát Phượng (2)   |

### Mùa 3
| Tập | Ngày phát sóng       | Khách mời 1    | Khách mời 2        | Khách mời 3         | Khách mời 4      |
| --- | -------------------- | -------------- | ------------------ | ------------------- | ---------------- |
| 1   | 5 tháng 11 năm 2016  | Võ Hạ Trâm     | Hoàng Mèo          | Kiều Mai Lý         | Hứa Vĩ Văn       |
| 2   | 12 tháng 11 năm 2016 | Việt Trinh     | Hoàng Oanh (2)     | Trung Dân           | Chí Thiện        |
| 3   | 19 tháng 11 năm 2016 | Châu Đăng Khoa | Thanh Duy Idol (2) | Ninh Dương Lan Ngọc | Kha Ly (2)       |
| 4   | 26 tháng 11 năm 2016 | Mai Hồ         | Mai Sơn            | Trúc Nhân           | Yaya Trương Nhi  |
| 5   | 3 tháng 12 năm 2016  | Lan Phương (2) | Đỗ Duy Nam         | Xuân Nghĩa          | Nam Thư          |
| 6   | 10 tháng 12 năm 2016 | Huỳnh Lập      | Thúy Uyên          | Thanh Hằng          | Ngọc Trai        |
| 7   | 17 tháng 12 năm 2016 | Puka           | Minh Xù            | Nhan Phúc Vinh      | Diệu Nhi         |
| 8   | 24 tháng 12 năm 2016 | Hòa Minzy      | Huỳnh Đông         | Mai Ngô             | Hữu Tín          |
| 9   | 31 tháng 12 năm 2016 | Yến Trang      | Phạm Thanh Duy     | Nhật Kim Anh        | Trịnh Thăng Bình |
| 10  | 7 tháng 1 năm 2017   | Nam Thư (2)    | Trúc Nhân (2)      | Trung Dân (2)       | Lê Giang (2)     |
| 11  | 14 tháng 1 năm 2017  | Sỹ Luân        | Thúy Diễm (2)      | Jun Phạm            | Lilly Nguyễn     |
| 12  | 21 tháng 1 năm 2017  | Anh Thư        | Hoa khôi Nam Em    | Lê Lộc              | NSƯT Kim Tử Long |
| 13  | 11 tháng 2 năm 2017  | Diễm My 9x (2) | Hùng Thuận         | NSƯT Thanh Điền     | Thanh Trúc       |

### Mùa 4
| Tập | Ngày phát sóng       | Khách mời 1          | Khách mời 2         | Khách mời 3        | Khách mời 4      |
| --- | -------------------- | -------------------- | ------------------- | ------------------ | ---------------- |
| 1   | 2 tháng 12 năm 2017  | Phạm Thanh Duy (2)   | Xuân Nghị           | Hùng Thuận (2)     | Thùy Dương       |
| 2   | 9 tháng 12 năm 2017  | Jun Phạm (2)         | Thanh Hương         | Liêu Hà Trinh      | Trinh Trinh      |
| 3   | 16 tháng 12 năm 2017 | Anh Tú Atus          | Hạnh Thúy           | Quốc Trường        | Sam              |
| 4   | 23 tháng 12 năm 2017 | La Quốc Hùng         | Sĩ Thanh            | Tấn Hoàng (2)      | Will (2)         |
| 5   | 30 tháng 12 năm 2017 | Thiên Vương MTV (3)  | Hiếu Nguyễn         | Miko Lan Trinh (2) | Thanh Hằng (2)   |
| 6   | 6 tháng 1 năm 2018   | Khổng Tú Quỳnh       | Vinh Râu            | Minh Tú            | Trung Ruồi       |
| 7   | 13 tháng 1 năm 2018  | Phi Nhung            | Hoàng Rapper        | Đức Phúc           | Khả Như (2)      |
| 8   | 20 tháng 1 năm 2018  | Ngọc Trai (2)        | Ái Phương           | Ngân Quỳnh (2)     | Mai Tài Phến     |
| 9   | 27 tháng 1 năm 2018  | Trịnh Thăng Bình (2) | Việt Trinh (2)      | Quân Anh           | Bùi Anh Tuấn     |
| 10  | 3 tháng 2 năm 2018   | Gil Lê               | Huyền Lizzie        | Thùy Trang         | NSƯT Quỳnh Hương |
| 11  | 10 tháng 2 năm 2018  | Cát Phượng (3)       | NSƯT Thanh Điền (2) | Vân Trang (3)      | Hòa Minzy (2)    |
| 12  | 3 tháng 3 năm 2018   | Hồ Việt Trung        | Hoa khôi Nam Em (2) | Việt Bắc           | Hải Triều        |
| 13  | 10 tháng 3 năm 2018  | Xuân Lan             | Quý Bình (3)        | Cát Tường          | Khoa Nam         |

### Mùa 5
| Tập | Ngày phát sóng       | Khách mời 1            | Khách mời 2          | Khách mời 3       |
| --- | -------------------- | ---------------------- | -------------------- | ----------------- |
| 1   | 16 tháng 9 năm 2018  | Elly Trần              | Minh Tiệp            | NSƯT Ngọc Huyền   |
| 2   | 30 tháng 9 năm 2018  | Lê Phương              | Hoàng Anh (3)        | Sam (2)           |
| 3   | 14 tháng 10 năm 2018 | Gin Tuấn Kiệt          | Phương Mai           | Ngọc Sơn          |
| 4   | 21 tháng 10 năm 2018 | Lâm Khánh Chi          | Á hậu Mâu Thủy       | La Thành (2)      |
| 5   | 28 tháng 10 năm 2018 | Anh Thư (2)            | Chí Thiện (2)        | Minh Dự           |
| 6   | 4 tháng 11 năm 2018  | Nguyễn Anh Tú          | Vũ Hà (2)            | NSƯT Phượng Hằng  |
| 7   | 11 tháng 11 năm 2018 | Cao Ngân               | NSƯT Thanh Kim Huệ   | Lê Dương Bảo Lâm  |
| 8   | 18 tháng 11 năm 2018 | Võ Hạ Trâm (2)         | Thiên Vương MTV (4)  | Thúy Nga          |
| 9   | 25 tháng 11 năm 2018 | Jun Vũ                 | Đan Lê               | Á hoàng Thúy Ngân |
| 10  | 2 tháng 12 năm 2018  | Yaya Trương Nhi (2)    | Long Nhật (2)        | Công Dương        |
| 11  | 9 tháng 12 năm 2018  | BB Trần                | Khánh Ngọc (2)       | Phi Nhung (2)     |
| 12  | 16 tháng 12 năm 2018 | Kim Huyền              | NSƯT Kim Tử Long (2) | Liên Bỉnh Phát    |
| 13  | 23 tháng 12 năm 2018 | Phương Trinh Jolie (2) | Hoàng Oanh (3)       | Hòa Minzy (3)     |

### Mùa 6
| Tập | Ngày phát sóng       | Khách mời 1           | Khách mời 2          | Khách mời 3          | Khách mời 4        |
| --- | -------------------- | --------------------- | -------------------- | -------------------- | ------------------ |
| 1   | 28 tháng 7 năm 2019  | Hiền Hồ               | Vinh Râu (2)         | Trọng Hùng           | Tiến Luật (2)      |
| 2   | 4 tháng 8 năm 2019   | Quang Trung           | Quỳnh Chi            | Phạm Quỳnh Anh       | ViruSs             |
| 3   | 11 tháng 8 năm 2019  | Nam Anh               | Thanh Tú             | Thanh Hương (2)      | Thu Thủy           |
| 4   | 18 tháng 8 năm 2019  | Đinh Y Nhung          | Ưng Hoàng Phúc       | Trương Quỳnh Anh (2) | Lan Phương (3)     |
| 5   | 25 tháng 8 năm 2019  | Chế Nguyễn Quỳnh Châu | Anh Thư (3)          | Á hậu Võ Hoàng Yến   | Phát La            |
| 6   | 1 tháng 9 năm 2019   | Kay Trần              | Trần Nghĩa           | Ái Phương (2)        | Gil Lê (2)         |
| 7   | 8 tháng 9 năm 2019   | Thuận Nguyễn          | Mâu Thủy             | Phương Dung (2)      | Sĩ Thanh (2)       |
| 8   | 15 tháng 9 năm 2019  | Thùy Anh              | Hoàng Mập            | Trúc Anh             | Đông Nhi           |
| 9   | 22 tháng 9 năm 2019  | Chi Dân               | Cris Phan            | Khánh Linh           | Minh Hằng          |
| 10  | 29 tháng 9 năm 2019  | Á hậu Lệ Hằng         | Giang Hồng Ngọc      | S.T Sơn Thạch        | NSND Ngọc Giàu     |
| 11  | 6 tháng 10 năm 2019  | Tuấn Dũng             | Lê Dương Bảo Lâm (2) | Á hậu Hà Thu         | Hồ Bích Trâm       |
| 12  | 13 tháng 10 năm 2019 | Trọng Hiếu            | Công Dương (2)       | Huyme                | Hồ Việt Trung (2)  |
| 13  | 20 tháng 10 năm 2019 | Hoàng Yến Chibi       | Hồ Quỳnh Hương       | Hoàng Anh Vũ         | Liên Bỉnh Phát (2) |

### Mùa 7
| Tập | Ngày phát sóng      | Khách mời 1        | Khách mời 2            | Khách mời 3        | Khách mời 4     |
| --- | ------------------- | ------------------ | ---------------------- | ------------------ | --------------- |
| 1   | 24 tháng 5 năm 2020 | Huy R              | Lý Nhã Kỳ              | Hoa hậu Khánh Vân  | Nhật Anh Trắng  |
| 2   | 31 tháng 5 năm 2020 | Denis Đặng         | Hồ Quang Hiếu          | Quách Ngọc Tuyên   | MisThy          |
| 3   | 7 tháng 6 năm 2020  | Đỗ Khánh Vân       | Hiền Hồ (2)            | Lương Thanh        | Suni Hạ Linh    |
| 4   | 14 tháng 6 năm 2020 | Kay Trần (2)       | NSƯT Kim Tử Long (3)   | Đan Lê (2)         | TiTi            |
| 5   | 21 tháng 6 năm 2020 | Midu               | Á hậu Võ Hoàng Yến (2) | Song Luân          | Cris Phan (2)   |
| 6   | 28 tháng 6 năm 2020 | Tuấn Tú            | Thanh Thúy             | Karen Nguyễn       | Thiều Bảo Trang |
| 7   | 5 tháng 7 năm 2020  | Huyền Sâm          | Lam Trường             | Minh Phượng        | Quỳnh Lam       |
| 8   | 12 tháng 7 năm 2020 | Phí Linh           | Ali Hoàng Dương        | Lynk Lee           | Khánh Thi       |
| 9   | 19 tháng 7 năm 2020 | Phạm Quỳnh Anh (2) | S.T Sơn Thạch (2)      | Trang Cherry       | Miu Lê (2)      |
| 10  | 26 tháng 7 năm 2020 | Linh Ngọc Đàm      | Phan Mạnh Quỳnh        | Hồng Kim Hạnh      | Phương Lan      |
| 11  | 2 tháng 8 năm 2020  | Á hậu Kim Duyên    | Khắc Việt              | Châu Đăng Khoa (2) | Lâm Vinh Hải    |
| 12  | 9 tháng 8 năm 2020  | Anh Tài            | Diệp Bảo Ngọc          | Á hậu Hà Thu (2)   | Thu Hoài        |
| 13  | 16 tháng 8 năm 2020 | Lou Hoàng          | Bảo Hân                | NSƯT Tú Sương      | Anh Tú Atus (2) |

### Mùa 8
| Tập | Ngày phát sóng      | Khách mời 1         | Khách mời 2          | Khách mời 3       | Khách mời 4           |
| --- | ------------------- | ------------------- | -------------------- | ----------------- | --------------------- |
| 1   | 5 tháng 6 năm 2022  | Duy Khương          | Hà Việt Dũng         | Phương Mỹ Chi     | Hoa hậu Thùy Tiên     |
| 2   | 12 tháng 6 năm 2022 | Đạt G               | Hương Ly             | Tăng Phúc         | Hoa hậu Tiểu Vy       |
| 3   | 19 tháng 6 năm 2022 | Vũ Thu Phương       | Yuno Bigboi          | Liz Kim Cương     | Akira Phan            |
| 4   | 26 tháng 6 năm 2022 | Lương Bích Hữu      | Duy Khánh            | Chế Thanh         | Cao Thái Hà           |
| 5   | 3 tháng 7 năm 2022  | Lý Bình             | Quỳnh Lương          | Lâm Hùng          | LyLy                  |
| 6   | 10 tháng 7 năm 2022 | Phát La (2)         | Avin Lu              | Gin Tuấn Kiệt     | Oanh Kiều             |
| 7   | 17 tháng 7 năm 2022 | Bùi Tấn Trường      | Minh Tú              | Ngọc Linh         | Lê Xuân Tiền          |
| 8   | 24 tháng 7 năm 2022 | Ricky Star          | Trương Thảo Nhi      | Thanh Thanh Huyền | Mạnh Dũng             |
| 9   | 31 tháng 7 năm 2022 | Võ Đăng Khoa        | Trịnh Thảo           | Lăng LD           | Lý Nhã Kỳ (2)         |
| 10  | 7 tháng 8 năm 2022  | DatKaa              | Huyền Trang (Mù Tạt) | Long Chun         | Lê Khánh              |
| 11  | 14 tháng 8 năm 2022 | Young Uno           | HIEUTHUHAI           | Cara Phương       | Thúy Hạnh             |
| 12  | 21 tháng 8 năm 2022 | Hồ Phi Nal          | Ngọc Huyền           | Lê Minh           | Hoa hậu Khánh Vân (2) |
| 13  | 28 tháng 8 năm 2022 | Steven Nguyễn       | Hà Nhi               | Nguyễn Anh Tú (2) | Châu Gia Kiệt         |
| 14  | 4 tháng 9 năm 2022  | Wowy                | Tuyền Tăng           | Khánh Phương      | Á hậu Thảo Nhi        |
| 15  | 11 tháng 9 năm 2022 | Hữu Đằng            | Hoa hậu Ngọc Châu    | Vương Anh Tú      | Quang Anh             |
| 16  | 18 tháng 9 năm 2022 | Kim Oanh            | Lê Nam               | Otis              | Dương Hoàng Yến       |
| 17  | 25 tháng 9 năm 2022 | Phạm Đình Thái Ngân | Quách Ngọc Tuyên (2) | Lê Nhân           | Á hậu Hoàng My        |

## Đón nhận

### Mùa 1 (2014)

#### Nhận xét chung
Với tính chất vui nhộn, bất ngờ cũng như khung chương trình mới lạ, chương trình hài tình huống Ơn giời cậu đây rồi! đã nhận được nhiều sự quan tâm, theo dõi của khán giả truyền hình với lượng rating tăng đều mỗi tuần và là chương trình được đánh giá cao nhất trong số các chương trình giải trí cùng thời điểm chương trình phát sóng.
Tuy nhiên, chương trình cũng nhận được nhiều phản hồi, chê bai từ giới chuyên môn là phản cảm, không phù hợp với sóng truyền hình lúc "giờ vàng" và thậm chí là dung tục. Nguyên nhân là do tính chất bất ngờ, không có kịch bản cố định nên đã có nhiều tình huống các người chơi cũng như các diễn viên trong phòng bị "bí", phải "cương" gấp và không kịp điều chỉnh những ngôn từ, động tác của mình cho phù hợp.

## Tranh cãi
Khi mới phát sóng, chương trình nhận được nhiều phản ứng về sự thể hiện quá phóng khoáng, tự do, thiếu kiềm chế... của các nghệ sĩ tham gia. Các phần thi gây tranh cãi có thể kể đến tình huống của nghệ sĩ Anh Đức và trưởng phòng Việt Hương. Việt Hương đã làm khó khách mời bằng nhiều ngôn ngữ, cử chỉ hết sức táo bạo, bị cho là quá lố, gây "đỏ mặt" như: "đè" cô Nở, đòi Phèo "quất", "dạo đầu",... Tiểu phẩm chịu nhiều phản đối của đối tượng khán giả là phụ huynh, họ cho rằng đây là chương trình được chiếu vào khung giờ có nhiều trẻ em - thanh thiếu niên theo dõi, sẽ ảnh hưởng không tốt đến các khán giả nhỏ tuổi. MC Xuân Bắc cũng bị chỉ trích khi chia buồn với cái buồng trứng của "nạn nhân". Trong tập 2, người chơi Phi Thanh Vân liên tục khiến cho MC và bạn diễn khó xử bởi những hành động tự nhiên như bá cổ, ôm hôn khá thái quá cũng như quá chú trọng gây cười bằng "ba vòng" của cô.
Tranh cãi được đề cập nhiều nhất là các tình huống bạo lực. Bắt đầu từ tập 4, dư luận khá bức xúc trước pha tấn công trưởng phòng của nghệ sĩ Miu Lê. Nghệ sĩ Công Lý bị hất lăn ra đất và bị Miu Lê đánh, nhảy lên người. Khi được hỏi Công Lý cho rằng "Miu Lê bị đẩy vào một hoàn cảnh để diễn thì tất nhiên phản ứng lúc bấy giờ của cô ấy là trong vai trò người giúp việc của gia đình" và ngạc nhiên rằng "sao có con bé nó lại hồn nhiên như không thế?". Anh cho rằng sự bối rối của Miu Lê đã làm khó cho các bạn diễn đóng cùng. Tập phát sóng bị phàn nàn bạo lực nhiều nhất là tập 5 với tình huống của Ngọc Tưởng, khi vào vai hai phóng viên đang phỏng vấn Siêu nhân, Đại Nghĩa và Thanh Thủy đã không ngần ngại thử sức siêu nhân bằng các hành động: cắn, tát, đánh, chọi,... xem "máu siêu nhân màu tím hay màu đỏ". Giám khảo Hoài Linh đã phải phản ánh trực tiếp ngay sau đó là phòng "quá bạo lực" và nói rằng anh thích nhất đoạn Ngọc Tưởng trả đũa bằng cách... xách ghế đánh Đại Nghĩa. Ngoài ra, tình huống thử thách tình cảm bạn trai của trưởng phòng Việt Hương cũng mang tính chất khá "hành động" khi nhân vật người anh trai được ba mẹ cô gái cắt cử đến để thử lòng anh bạn trai mới của cô gái xông vào tấn công Tiết Cương với phần âm thanh sống động như phim. Các tình huống quá bạo lực của chương trình bị cho là không tốt với các khán giả nhỏ tuổi và ban biên tập bị góp ý là nên tìm cách biên tập sao cho phù hợp với khán giả Việt Nam.
Kết thúc năm tập đầu tiên, phần thi được đánh giá cao nhất là của Hoàng Phi đấu với mẹ con Việt Hương. Không chỉ do vượt qua tình huống một cách thông minh và nhạy bén, chiến thắng của diễn viên Hoàng Phi trong chương trình được cho là có một phần rất lớn nhờ cách anh ứng xử với trẻ em. Bằng cách nhờ một thực khách nam trong nhà hàng bịt mắt, bịt tai nhân vật em bé đi cùng với "thực khách" Việt Hương trước khi anh "nhảy dựng lên" xỉa xói vị khách kỳ cục, Hoàng Phi đã được danh hài Hoài Linh đánh giá cao về tính nhân bản. Hành động này của anh là hợp lý khi phải to tiếng với người khác trước mặt trẻ em. Một phần thi khác cũng được đánh giá cao là phần thi của nghệ sĩ Chiến Thắng, khi anh bị Trấn Thành "tống tiền vì tội ngoại tình".
Từ tập 6 trở đi, không có nhiều những yếu tố gây tranh cãi nổi cộm dù ở một vài tập, nhiều khán giả không đồng tình với quyết định người chiến thắng của Hoài Linh, ví dụ như chiến thắng của Ngọc Lan trong tập 9 được cho là gây bất ngờ khi đa số khán giả cho rằng Khởi My mới xứng đáng giành giải nhất.

### Mùa 2 (2015)
Mùa 2 có nhiều điểm đổi mới so với mùa 1. Phần kịch bản được viết "sâu sắc hơn" nhằm khắc phục tình trạng "hài nhảm", ít nội dung. Trưởng phòng Trấn Thành đã nhận xét kịch bản mùa 2 được trau chuốt, nội dung, tình tiết được đầu tư. Các kịch bản được đánh giá tốt và gây dấu ấn, thậm chí là lấy được nước mắt của khán giả có thể kể đến tình huống "bi kịch của ngôi sao" của Angela Phương Trinh, "anh em ăn xin" của Thanh Duy hay "mẹ ghẻ con chồng" của Gia Bảo. Các kịch bản phê phán thói uống rượu lái xe (Chi Pu), thảm họa hoa hậu (Lê Giang) hay sự bạc bẽo của nghiệp cầm ca (NSƯT Hữu Quốc),... cũng góp phần làm gia tăng chất lượng nội dung tình huống trong mùa hai. Bên cạnh đó, thí sinh và các trưởng phòng đã chèn yếu tố bi vào tình huống hài kịch để giải quyết tình huống, khiến cho màn kịch sau khi qua ứng biến càng sâu sắc hơn.
Mùa 2 được cho biết sẽ có nhiều tiết mục giả gái với lượng thí sinh giả gái hầu như tập nào cũng có. Trưởng phòng Chí Tài cũng bày tỏ: "Tôi ngạc nhiên tự hỏi sao có nhiều phụ nữ có râu trên sân khấu vậy". Bản thân danh sách khách mời cũng quy tụ nhiều nghệ sĩ có khả năng giả gái tốt như Thanh Duy, Long Nhật, Gia Bảo, Ngô Kiến Huy, Minh Thuận..., chưa kể các trưởng phòng như Trấn Thành và Hoài Linh cũng có thâm niên giả gái kỳ cựu. Đoạn trailer của mùa 2 cũng cho thấy hình ảnh toàn bộ các trưởng phòng nam giả gái trong một phần mở màn.
Một điểm thay đổi nữa của chương trình là sự ghi nhận đóng góp của những người diễn cùng. Trong mùa 2, Hoài Linh đã chủ động nêu tên và cám ơn các diễn viên phụ tham gia vào thử thách thay vì chỉ cám ơn trưởng phòng. Các diễn viên phụ cũng xuất hiện với tần suất nhiều hơn và có nhiều thoại cũng như ứng biến hơn. Điển hình như trong tiểu phẩm của Vân Trang, Lâm Vỹ Dạ có vai trò ngang ngửa với Chí Tài khi thử thách và cô cũng được Tự Long giao phó trọn vẹn một phần đầu thử thách của Trương Thế Vinh khi Tự Long phải vào trong thay phục trang, hay những phần đóng góp của Lê Dương Bảo Lâm (thử thách Trương Quỳnh Anh), Duy Khánh và Puka (thử thách Thu Trang), Tiến Luật và Khánh Nam (thử thách Gia Bảo),... cũng chiếm tỷ trọng lớn nội dung trong tổng thể tiểu phẩm bên cạnh trưởng phòng chính.
Tranh cãi về kết quả xuất hiện ở ngay tập đầu tiên. Trong tiết mục của Angela Phương Trinh và Trấn Thành, Phương Trinh vào vai một bà mẹ đơn thân đồng thời là một ngôi sao nổi tiếng ngút trời có một đứa con bị mù lòa. Đêm đó, đứa con ở nhà chờ mẹ đi diễn về để cùng ăn sinh nhật của hai mẹ con (kịch bản sắp xếp cho 2 nhân vật này chung sinh nhật) nhưng bà mẹ chỉ ở lại ít lâu thì quản lý (do phó phòng Anh Đức thủ vai) giục bà đi Mỹ lãnh giải Oscar. Sự việc lên đến đỉnh điểm khi đứa con đập vỡ con heo đất để "mua một ngày được ở cùng với mẹ". Tiết mục đã làm nhiều người rơi nước mắt vì tính nhân văn và bài học to lớn mà nó đem đến cho khán giả. Nhưng bên cạnh đó, nhiều khán giả cho rằng việc giám khảo Hoài Linh trao chiếc cúp cho Trinh là chưa xứng đáng, mà người xứng đáng hơn cả phải là Xuân Lan (vì tiết mục đối đáp của cô với Chí Tài và Trường Giang được đánh giá khá tốt). Xét trên bình diện chung thì theo họ, Trấn Thành đã làm tất cả, Trinh chỉ là nền, là phụ. Phản bác lại, một bộ phận khác cho rằng trong suốt 2 mùa lên sóng, thường Hoài Linh chỉ trao cúp cho những ai còn yếu, chưa đạt trong diễn xuất để khích lệ, chứ ít khi trao cho người thành công.
Một điểm cũng bị khá nhiều chỉ trích từ phía khán giả trong mùa thứ hai là các hành động "ôm hôn" trên sân khấu của các trưởng phòng, đặc biệt là hai trưởng phòng Trường Giang  và Trấn Thành. Cụ thể, trong thử thách của Vân Trang, sau nhiều pha ôm hôn, Xuân Bắc đã phải "nhắc khéo" yêu cầu Trường Giang phải vào viết kiểm điểm vì "thấy Trường Giang rất hay được phân vào những phòng có các khách mời rất xinh", và thường là anh đóng vai và đưa ra những tình huống liên quan đến ôm, hôn". Trường Giang giải thích rằng anh chỉ làm như vậy vì lý do diễn xuất. Kim Tuyến cũng là một thí sinh mà Trường Giang đã ôm hôn và bị khán giả phản đối, cho rằng diễn cảnh hai người yêu nhau không nhất thiết phải ép hôn nhau nhiều lần. Hai khách mời Vân Trang và Kim Tuyến tuy chấp nhận một vài lần ôm hôn đầu vì lý do diễn xuất nhưng cũng "né" nhiệt tình ở các lần sau. Về phía Trấn Thành, trong tình huống với Phương Trinh Jolie, anh cũng đã bị phê bình vì các hành động thiếu tế nhị. Trong khi Phương Trinh Jolie chủ động dùng áo choàng che lại trước khi diễn cảnh hôn để tránh phản cảm, Trấn Thành lại thể hiện nụ hôn trên sân khấu một cách công khai, không hề che đậy và làm đi làm lại nhiều lần. Khi hai nhân vật ma cà rồng bị đuổi bắt, Trấn Thành đã yêu cầu người chơi đi trốn bằng cách "ôm nhau lăn xuống đồi thông hai mộ", nhưng không có lỗ huyệt trên sân khấu nên kết quả là hai diễn viên đã lâm vào tư thế hết sức nhạy cảm. Không những "giữ nguyên tư thế" khiến Phương Trinh Jolie không đứng dậy được, Trấn Thành còn chủ động "hôn" nhiều lần. Trong tập một, Trấn Thành cũng ôm, hôn khách mời Angela Phương Trinh nhiều lần và đã bị nhận định là "lợi dụng".
Những điểm đáng chú ý khác của mùa hai là các trưởng phòng đại diện cho hài kịch miền Bắc xuất hiện ở tất cả các tập, phòng số 5 có nhiều người tham gia thử thách hơn và khả năng giả gái xấu kinh dị của Chí Tài.

### Mùa 3 (2016)
Mùa thứ ba ra mắt với sự thay đổi trong dàn nghệ sĩ chính. Danh hài Hồng Đào lần đầu tham gia chương trình và hai nghệ sĩ Chí Tài và Việt Hương ngừng tham gia làm trưởng phòng sau 2 năm gắn bó. Ngoài ra, các phó phòng Ngô Kiến Huy, Thanh Duy, Lâm Vỹ Dạ và Trương Thế Vinh sẽ hỗ trợ cho các trưởng phòng để gia tăng độ khó vì "chưa bao giờ các trưởng phòng lại khổ sở đến thế trước sự tinh vi của các khách mời".
Một điểm mới trong thủ pháp "chơi khó" khách mời của các trưởng phòng năm nay là thay đổi liên tục toàn bộ kịch bản. Chẳng hạn, trong phòng của nghệ sĩ Kiều Mai Lý, người chơi đang trong vai bà mụ giải quyết khiếu nại của chàng trai (Trường Giang), bảo rằng bà nặn anh quá xấu. Khi kịch bản đang tiến triển, Trường Giang trở mặt và hủy bỏ toàn bộ kịch bản, bảo rằng họ đang tập kịch và Lâm Vỹ Dạ lập tức vào làm khó người chơi trong vai đứa con báo tin dữ rằng chồng của nhân vật của người chơi đang hấp hối. Nghệ sĩ Kiều Mai Lý vừa nhập vào kịch bản mới và vào tâm lý người nghệ sĩ trong tình huống cùng đường thì hai trưởng phòng lại tiếp tục bảo rằng họ là ba người bán vé số. Chính kiểu liên tục "đổi tông" đầy bất ngờ đã buộc người chơi phải chuyển tâm lý, cảm xúc và diễn xuất liên tục để theo kịp các trưởng phòng. Trong phòng của nghệ sĩ Trấn Thành, người chơi Nam Thư cũng phải đối mặt với gần như là ba tình huống khác nhau luân phiên thay đổi trong chỉ một phòng, bao gồm công chúa và thái giám, cô hầu bàn và chủ quán ăn phong cách kiếm hiệp và bi kịch của một diễn viên bán thân lấy vai diễn khiến bố cô (cũng là diễn viên phụ trong đoàn phim) suy sụp. Đây cũng là phòng xảy ra tình huống nguy hiểm nhất khi Nam Thư, trong lúc quá nhập vai, đã thực sự đá vào chỗ hiểm của trưởng phòng Trấn Thành thay vì diễn xuất.

### Mùa 6 (2019)
Từ mùa 6, Ơn giời cậu đây rồi! chuyển sang phiên bản mới với gam màu chủ đạo là màu đỏ hiện đại hơn so với gam màu xanh được sử dụng trước đó. Lần đầu tiên Hoài Linh không tham gia chương trình và Xuân Bắc trở thành người bấm chuông. Không những vậy, chương trình loại bỏ phòng đặc biệt với sự tham gia của tất cả thí sinh. Người đoạt cúp được quyết định bởi bình chọn qua điện thoại của các khán giả tại trường quay. Đồng thời, 2 phó phòng trẻ tuổi của chương trình là Lâm Vỹ Dạ và Mạc Văn Khoa trở thành cặp trưởng phòng. Các thay đổi trên đều gây ít nhiều tranh cãi từ phía khán giả hâm mộ.
Do sự vươn lên của hàng loạt các chương trình giải trí khác trong năm 2019, đặc biệt là quiz show nên các chương trình hài kịch như Ơn giời cậu đây rồi! dần bị ngó lơ. Chính vì vậy mà mùa phát sóng này được đánh giá là khá "lặng lẽ". Tuy vậy, chương trình vẫn thu hút một lượng khán giả nhất định.
So với những mùa trước đó, nội dung kịch bản của chương trình năm nay đã được đánh giá là chưa có chất lượng và liên tục bị lặp lại, nội dung cũng chỉ xoay quanh những tình huống về gia đình, tình yêu. Thậm chí, các tình huống mà những trưởng phòng đưa ra đã có dấu hiệu "cạn" ý tưởng khiến khách mời "lúng túng". Sự hụt hơi được thể hiện rõ nhất ở hai trưởng phòng Trấn Thành và Trường Giang. Nhiều tiểu phẩm của cả hai đặt ra cho người chơi bị nhận xét như trò đùa vui, nhất là những khách mời không có sẵn khiếu hài hước thì rất nhiều tình huống khi xem xong sẽ chẳng đọng lại được gì. Cụ thể trong tập 12, việc Trấn Thành đưa ra tình huống cho Trọng Hiếu phải thay quần ngay trên sân khấu liên tục chẳng ăn nhập gì với câu chuyện bắt cá hai tay của Trọng Hiếu. Hay tình huống của Trường Giang với Huyme khi trở thành đôi bạn làm bảo vệ trong một công ty, câu chuyện quanh quẩn cũng chỉ là chứng minh tình bạn bền đẹp khiến người xem cảm thấy "nhạt" vì có quá nhiều tình huống tương tự như vậy đã được thực hiện ở 5 mùa trước đó. Trong khi đó, hai trưởng phòng mới Lâm Vỹ Dạ và Mạc Văn Khoa vẫn chưa có sự đột phá và một kịch bản xuất sắc, gây dấu ấn cho người xem.
Sự thiếu vắng vị trí quen thuộc của Hoài Linh là điều khiến không ít khán giả tiếc nuối, bởi lẽ theo quan điểm của họ, Hoài Linh được xem là "thương hiệu" của chương trình này khi đưa ra những lời góp ý chân thành cho những người chơi. Đặc biệt, tình huống trong căn phòng cuối cùng của anh và nghệ sĩ Trung Dân cũng mang đến nhiều bất ngờ lẫn bài học ý nghĩa cho người xem. Mặc dù vậy, chương trình vẫn tạo được sức hút khi có nhiều tập lọt vào top thịnh hành của YouTube, mỗi tập có trung bình khoảng 3 - 7 triệu lượt xem, một con số khá đáng nể với một chương trình truyền hình kéo dài gần 2 giờ đồng hồ.

### Mùa 7 (2020)
So với 6 mùa trước đó, Ơn giời cậu đây rồi năm nay không nhiều tiểu phẩm lan tỏa. Bên cạnh rating trên TV, lượt theo dõi và chia sẻ trên  mạng của chương trình tăng giảm thất thường. Những mô-típ thử thách của chương trình, những lối diễn và phát triển tình huống của các trưởng phòng dường như đã được người chơi và khán giả nằm lòng, khiến cho mùa phát sóng này được đánh giá là khá "lặng lẽ". Tuy vậy, chương trình vẫn thu hút một lượng khán giả yêu thích hài kịch tình huống, mặc dù mùa 7 kết thúc với lượng người xem không quá nổi bật, gây được ấn tượng và bàn luận của khán giả như 6 mùa trước đó.
Đứng trước sức ép thay đổi, loạt nghệ sĩ mới lần đầu tham gia chương trình như Lam Trường, Phan Mạnh Quỳnh, Khắc Việt... đã ít nhiều để lại ấn tượng, tuy nhiên chưa gây được quá nhiều sự chú ý từ khán giả. Trong khi đó, những người lần đầu tham gia như hoa hậu Khánh Vân, diễn viên Quỳnh Lam, Diệp Bảo Ngọc, Lâm Vinh Hải... lại chưa tạo nên dấu ấn nổi bật. Một trong số những nghệ sĩ bị phản ứng nhiều nhất mùa là Hiền Hồ, khi cách xử lý tình huống của cô bị đánh giá là nhạt, diễn đơ, thậm chí có những phát ngôn ngây ngô.

### Mùa 8 (2022)
Mùa 8 theo kế hoạch ban đầu được thực hiện vào năm 2021, tuy nhiên bị hoãn sang năm 2022 do ảnh hưởng của dịch COVID-19. Ngoài việc chương trình kéo dài thời gian phát sóng của mùa 8 so với các mùa trước đó, Đại Nghĩa đảm nhiệm vị trí dẫn chương trình và người bấm chuông thay cho Xuân Bắc, người không thể góp mặt trong chương trình vì không thể sắp xếp được lịch trình. Bên cạnh đó, lần đầu tiên 3 phó phòng trẻ tuổi là Puka, Lê Dương Bảo Lâm và Khả Như trở thành đồng trưởng phòng, thay Trấn Thành xin từ nhiệm với cùng lý do như Xuân Bắc. Một số ý kiến cho rằng sự xuất hiện của bộ ba trưởng phòng này là do họ đều là đồng nghiệp thân thiết của Trường Giang.
Tranh cãi xuất hiện ngay từ tập đầu tiên. Ở phòng của khách mời Thùy Tiên, trưởng phòng Trường Giang trong một tình huống đã hôn "phớt" lên má khiến cô bất ngờ. Nhiều ý kiến chỉ trích hành động này của Trường Giang là kém duyên, thiếu tôn trọng khách mời. Nói về tình huống này, Thùy Tiên cho rằng đây chỉ là tình huống trong vở kịch và thừa nhận bản thân cô cảm thấy bất ngờ với hành động của đàn anh.

## Tỷ suất người xem
Theo số liệu từ Hệ thống đo lường và định lượng khán giả truyền hình VIETNAM-TAM, tháng 1 năm 2016, Ơn giời cậu đây rồi chiếm tỷ lệ rating cao nhất trong tất cả chương trình được phát sóng trên kênh VTV3.
Cụ thể ở Hà Nội, rating đạt 9,8%, chiếm thị phần 32,3% trên tổng số các chương trình phát sóng cùng thời điểm, với 573.000 người theo dõi, rating cao gấp 2,45 lần so với khu vực Thành phố Hồ Chí Minh. "Song tại Thành phố Hồ Chí Minh, chương trình cũng vẫn đạt thành công cao với sức hút 548.000 người xem cùng lúc và chiếm thị phần 14,4%", báo cáo của VIETNAM-TAM nhấn mạnh.

## Giải thưởng
Chương trình và các nghệ sĩ tham gia chương trình đã được đề cử cho 12 giải thưởng, trong đó có bốn lần đoạt giải.
| Năm  | Giải thưởng   | Hạng mục                       | Đề cử                | Kết quả   |
| ---- | ------------- | ------------------------------ | -------------------- | --------- |
| 2014 | Mai Vàng      | Nghệ sĩ Hài/Diễn viên Hài      | Hoài Linh            | Đoạt giải |
| 2014 | Mai Vàng      | Nghệ sĩ Hài/Diễn viên Hài      | Việt Hương           | Đề cử     |
| 2014 | Mai Vàng      | Nghệ sĩ Hài/Diễn viên Hài      | Kiều Linh            | Đề cử     |
| 2014 | Mai Vàng      | Nghệ sĩ Hài/Diễn viên Hài      | Trường Giang         | Đề cử     |
| 2014 | Mai Vàng      | Nghệ sĩ Hài/Diễn viên Hài      | Trấn Thành           | Đề cử     |
| 2015 | Mai Vàng      | Nghệ sĩ Hài/Diễn viên Hài      | Việt Hương           | Đề cử     |
| 2015 | Mai Vàng      | Nghệ sĩ Hài/Diễn viên Hài      | Trường Giang         | Đoạt giải |
| 2015 | Mai Vàng      | Nghệ sĩ Hài/Diễn viên Hài      | Hoài Linh            | Đề cử     |
| 2015 | Mai Vàng      | Chương trình truyền hình       | Ơn giời cậu đây rồi! | Đoạt giải |
| 2015 | VTV Awards    | Chương trình giải trí ấn tượng | Ơn giời cậu đây rồi! | Đề cử     |
| 2018 | Mai Vàng      | Chương trình truyền hình       | Ơn giời cậu đây rồi! | Đề cử     |
| 2018 | Mai Vàng      | Diễn viên Hài                  | Hoài Linh            | Đề cử     |
| 2020 | Mai Vàng 2019 | Diễn viên Hài                  | Lâm Vỹ Dạ            | Đoạt giải |
| 2020 | Mai Vàng 2019 | Diễn viên Hài                  | Mạc Văn Khoa         | Đề cử     |
| 2020 | Mai Vàng 2019 | Diễn viên Hài                  | Trường Giang         | Đề cử     |
| 2021 | Mai Vàng 2020 | Diễn viên Hài                  | Lâm Vỹ Dạ            | Đề cử     |

## Tạm ngừng phát sóng
"Ơn giời cậu đây rồi!" đã có một số lần phải tạm dừng phát sóng theo kế hoạch do trùng với các sự kiện đặc biệt. Các chương trình bị hoãn đã được phát sóng trở lại vào tuần kế tiếp. Cụ thể:
- Trong dịp Tết Nguyên Đán Đinh Dậu 2017 và Tết Nguyên Đán Mậu Tuất 2018, do trùng với lịch phát sóng các chương trình trong dịp Tết Nguyên Đán.
- 23 tháng 9 năm 2018, để phục vụ cho việc một chương trình đột xuất.[31]
- 7 tháng 10 năm 2018, do trùng với lịch phát sóng các chương trình trong dịp quốc tang Nguyên Tổng bí thư kiêm Chủ tịch HĐBT Đỗ Mười.[32]